# The Gardeners’ Chronicle

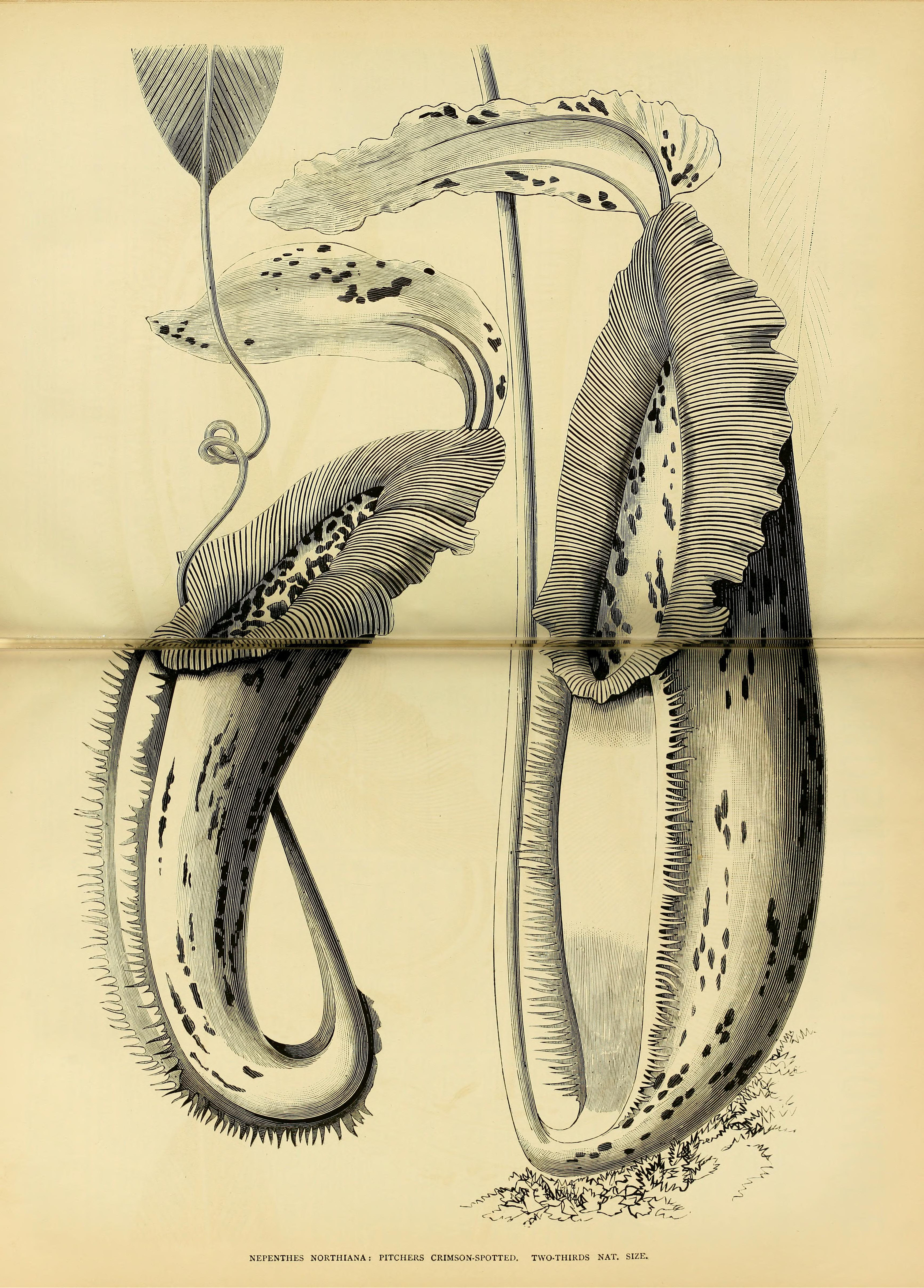
Jedna z ilustracji czasopisma

The Gardeners’ Chronicle – brytyjskie czasopismo ogrodnicze obejmujące wszystkie możliwe aspekty ogrodnictwa.
Czasopismo założone zostało w 1841 roku przez ogrodników Josepha Paxtona, Charlesa Wentwortha Dilkego, Johna Lindleya i drukarza Williama Bradbury’ego. Początkowo miało formę tradycyjnej gazety, zawierającej zarówno wiadomości krajowe, jak i zagraniczne, oraz ogromną ilość materiałów przesłanych przez ogrodników i naukowców. Pod tytułem The Gardeners’ Chronicle istniało prawie 150 lat i nadal istnieje jako część magazynu Horticulture Week.
Do 1851 r. czasopismo wychodziło w nakładzie 6500 egzemplarzy. Wśród wybitnych jego współpracowników byli m.in. Charles Darwin i Joseph Hooker.
Duża część numerów czasopisma została zdigitalizowana i numery te dostępne są w internecie w postaci skanów (pliki pdf, ocr, jp2, all). Opracowano 5 istniejących w internecie skorowidzów umożliwiających odszukanie artykułu:
- Title – na podstawie tytułu
- Author – na podstawie nazwiska autora
- Date – według daty
- Collection – według grupy zagadnień
- Contributor – według instytucji współpracujących

Istnieje też indeks zdigitalizowanych numerów czasopisma ze spisem ich treści.